# Tahar Guiga
Tahar Guiga (arabe : الطاهر قيقة), né le 30 décembre 1922 à Sousse et mort le 2 mai 1993 à Paris, est un écrivain tunisien.

## Biographie
Originaire du village berbère de Takrouna, il est le fils d'Abderrahman Guiga, écrivain-folkloriste et l'un des premiers enseignants à s'intéresser à l'histoire des Hilaliens en Tunisie. Il est le cousin de Driss Guiga, homme politique qui devient ministre dans les gouvernements présidés par Habib Bourguiba.

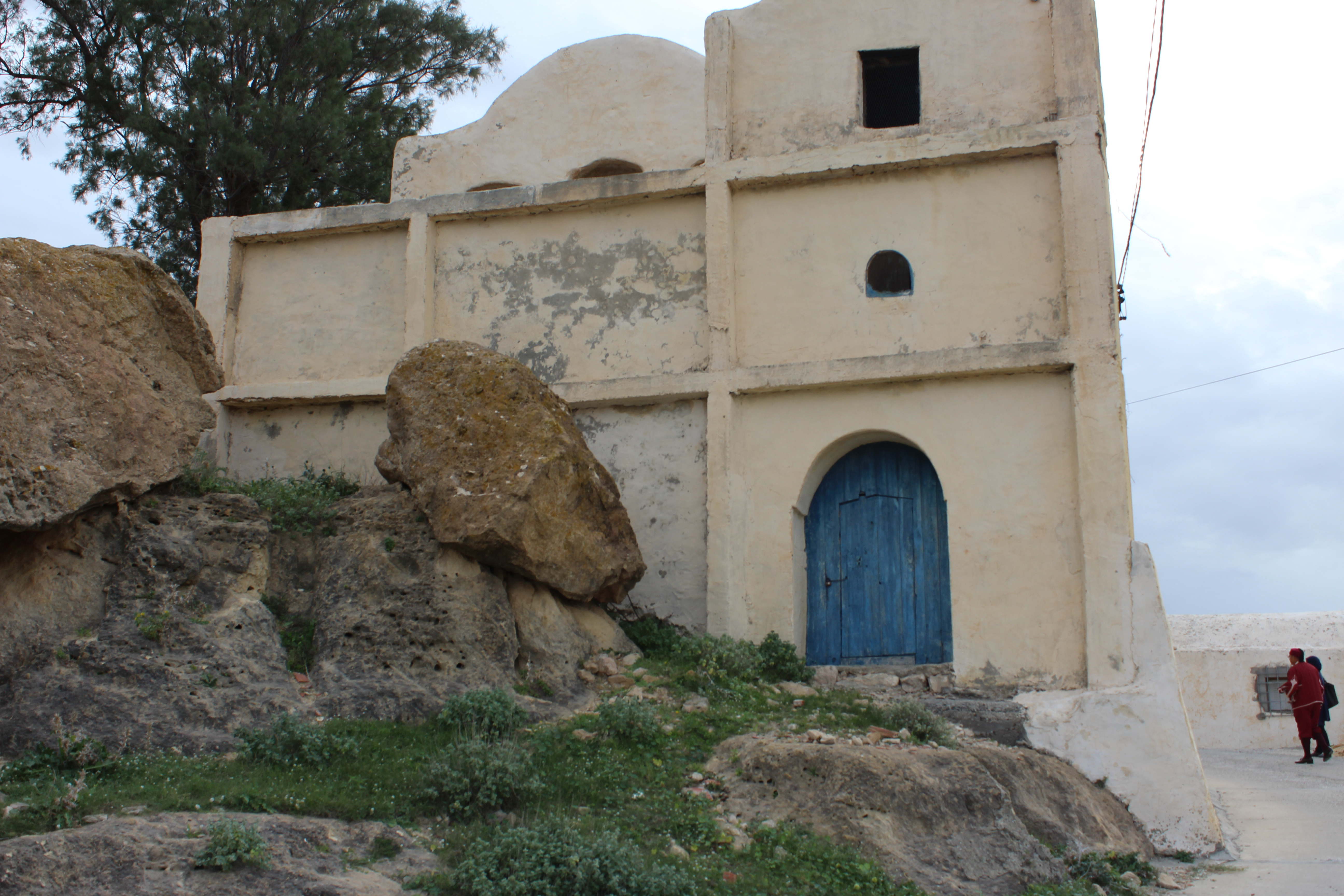
Vue de face de la maison d'Abderrahman et Tahar Guiga à Takrouna.
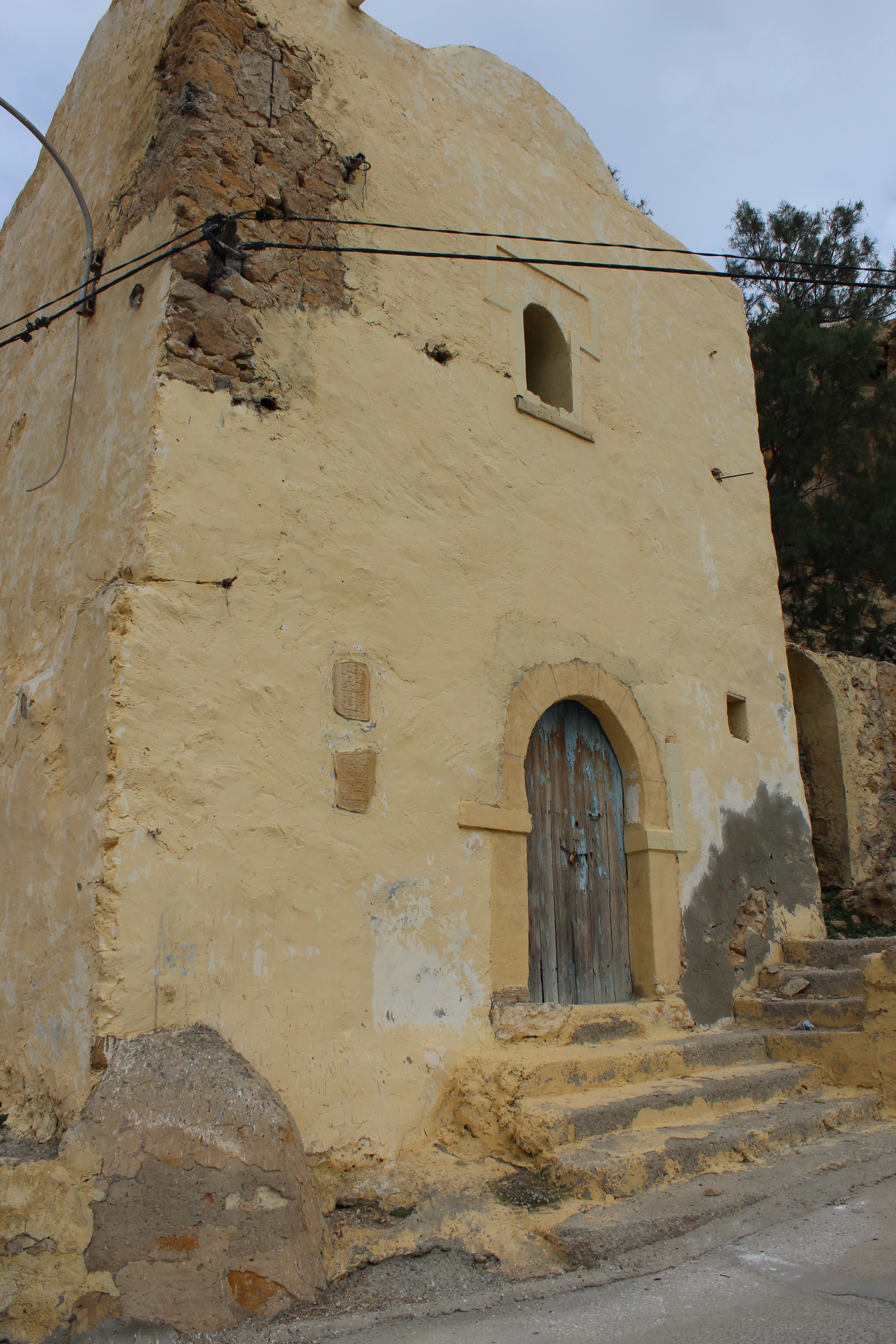
Vestiges de la maison.
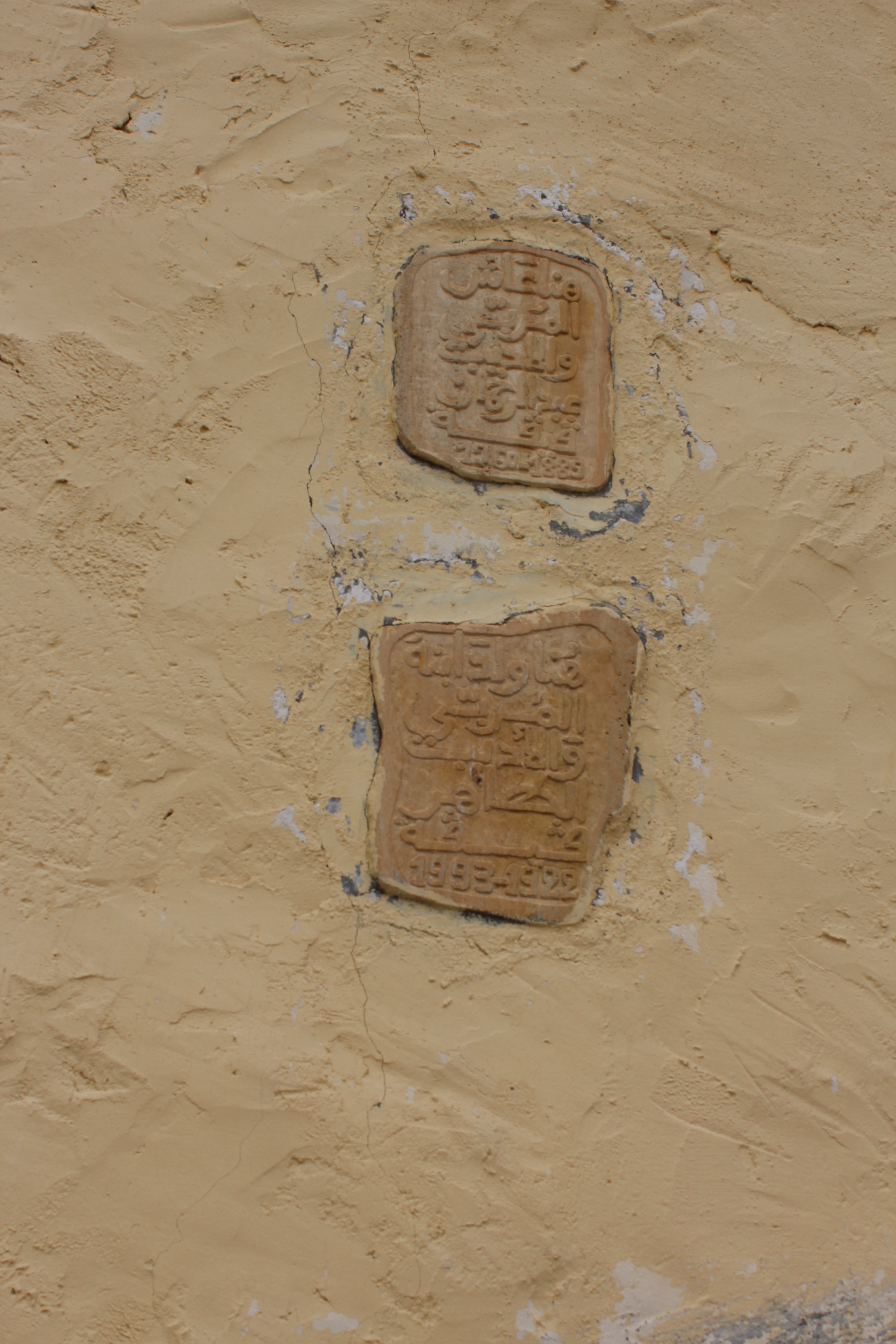
Plaques commémoratives pour Tahar Guiga et son père Abderrahman sur la façade de leur maison.

Tahar Guiga étudie au Collège Sadiki de Tunis, établissement également fréquenté par son oncle Bahri où ce dernier est le camarade de classe et le meilleur ami de Tahar Sfar et Bourguiba.
Après des études supérieures en France puis à l'université d'Alger, Tahar Guiga décroche deux diplômes : l'un en littérature arabe et l'autre en littératures latine et grecque. Le début de sa carrière est similaire à celle de son père dans la mesure où tous deux travaillent dans l'enseignement secondaire. Guiga occupe pendant sa carrière divers postes administratifs au ministère de l'Éducation, ainsi qu'au ministère de la Culture. Il préside notamment le Centre culturel international d'Hammamet, plus connu sous le nom de Dar Sébastian, ainsi que le Festival international d'Hammamet à partir de 1967.
Pour lui rendre hommage, un espace touristique dédié à l'artisanat à Takrouna, son village natal, porte le nom de Rocher bleu, en référence à son recueil de nouvelles, Le Grand rocher.

## Œuvres
Ses nouvelles sont le fruit d'une réflexion philosophique ayant pour but d'analyser la situation politique de l'époque. Il participe de cette façon à la transition vers une littérature néoclassique, celle de la génération bilingue de l'indépendance. Il publie plusieurs œuvres dont :
- La Chine moderne
- Aigles et crapauds
- Le Grand rocher
- Neuf nuits en compagnie de Calypso
- Les Mémoires d'Alexandre le Grand
- Tahar Guiga et Abderrahman Guiga, La Geste hilalienne, Tunis, Maison tunisienne de l'édition, 1968, 86 p.
- Tahar Guiga, Dorgouth Rais : le magnifique seigneur de la mer, Tunis, Maison tunisienne de l'édition, 1974.
- Tahar Guiga, Abdelaziz Gorgi : la quête de la lumière, Tunis, Cérès Productions, 1985 (ISBN 2857030177).
- Tahar Guiga, Contes et nouvelles de Tunisie, Paris, Conseil international de la langue française, 1986 (ISBN 285319163X).